# 罗伯特·W·鲍尔
罗伯特·W·鲍尔（英語：Robert W. Bower，1936年6月12日—2024年1月27日）是美国应用物理学家，加州聖莫尼卡人，畢業於加州大学伯克利分校，先後在加利福尼亚理工学院獲得碩士及博士學位。1997年入選美国国家发明家名人堂，1999年當選美国国家工程院院士。